# Ciudad Obregón
Ciudad Obregón – miasto w północno-zachodnim Meksyku, w stanie Sonora, w delcie rzeki Yaqui. Jest drugim pod względem liczebności mieszkańców miastem w tym stanie.
W mieście rozwinął się przemysł spożywczy oraz chemiczny.

## Współpraca
- Tucson, Stany Zjednoczone[3]